# Kaukázusi törpegéb
A kaukázusi törpegéb (Knipowitschia caucasica) a csontos halak (Osteichthyes) főosztályának a sugarasúszójú halak (Actinopterygii) osztályába, ezen belül a sügéralakúak (Perciformes) rendjébe, a gébfélék (Gobiidae) családjába és a Gobiinae alcsaládjába tartozó faj.

## Előfordulása
A kaukázusi törpegéb a sekély partszakaszok brakkvizeiben él, de a partközeli tavakban és a folyók alsó szakaszain is megtalálható.

## Megjelenése
A hal testhossza 2 - 3 centiméter, legfeljebb 5 centiméter. 30 - 37, többnyire 32 - 36 pikkelye van a hosszanti sorban. Hátúszóján 7 tüske és 7-8 sugár, míg farok alatti úszóján 1 tüske és 7-9 sugár van. 31-32 csigolyája van. A fejtető, a kopoltyúfedők és a mellúszók tövi része pikkelyek nélküli. A hím ívás idején világosbarna, oldalán 4-5 élénk, feketés keresztsávokkal.

## Életmódja
Fenékhal, amely apró talajállatokkal táplálkozik.